# Gisela Swetlana Ortriwano
Gisela Swetlana Ortriwano, também conhecida como Gisela Ortriwano (Füssen, 07 de junho de 1948 - São Paulo, 19 de outubro de 2003), foi uma jornalista e professora universitária nascida na Alemanha e naturalizada brasileira. Atuou como pesquisadora e docente na Escola de Comunicações e Artes da Universidade de São Paulo (ECA/USP). 
Sua trajetória acadêmica é marcada pelo pioneirismo nos estudos sobre o rádio no Brasil. Com obras seminais, ela é considerada uma referência nos estudos sobre este meio de comunicação. Gisela Ortriwano também se destacou pela criação, na década de 1980, de centros de documentação e pesquisa para telejornais na TV Cultura e na TV Globo, inéditos aquela época.
Gisela Swetlana Ortriwano morreu em 2003, aos 55 anos, em decorrência de um câncer. Seu velório foi realizado na ECA/USP, onde lecionou por 29 anos.

## Trajetória
Gisela Ortriwano nasceu na Alemanha, filha de pais europeus: a mãe Maria era alemã e o pai, Wassili, era apátrida, tendo lutado pela Rússia durante invasão alemã a Leningrado. Os pais de Gisela aportaram no Brasil quando ela era ainda criança, após a Segunda Guerra Mundial, fugindo de uma Alemanha destruída e cuja população enfrentava a fome.
A família Ortriwano desembarcou no Rio de Janeiro e migrou para São Paulo onde Gisela residiu e concluiu, em 1967, o Curso Colegial de Formação de Professores Primários.
Em 1968, durante o regime militar, Gisela Ortriwano ingressou na USP para cursar Sociologia na Faculdade de Filosofia, Ciências e Letras. Na universidade, entrou em contato com a área de Comunicações e, em 1969, passou a cursar também Jornalismo.  Nos anos 1970, ainda estudante, participou do Projeto Rondon atuando no Macapá.
Iniciou o mestrado em Ciências da Comunicação na ECA/USP em 1974. Sob orientação de Andre Casquel Madrid defendeu, em 1982, a dissertação  Informação no Rádio: Critérios de Seleção de Notícias,  posteriormente publicada como livro com o  título A Informação no Rádio: os Grupos de Poder e a Determinação dos Conteúdos (1985), pela Summus Editorial.
No início do mestrado, foi contratada como docente na ECA/USP onde lecionou disciplinas em Radiojornalismo e Telejornalismo. Ainda nessa década, começou a trabalhar na TV Globo de São Paulo, na qual foi responsável pela implantação do Setor de Pesquisas.   Atuou, também, na criação do centro de documentação para telejornais da TV Cultura, setor inédito à época.
Entre a década de 1970 e o final dos anos 1980, além da USP, Gisela Ortriwano lecionou em outras instituições de ensino superior de São Paulo como Instituto Metodista de Ensino Superior, Faculdades Integradas Alcântara Machado e Fundação Karnig Bazarian.
Em 1983, iniciou o doutorado em Ciências da Comunicação na ECA/USP, sob orientação de Ciro Marcondes Filho defendendo, em 1990, a tese Os (Des)caminhos do Radiojornalismo. Embora não tenha sido publicada como livro, a obra é bastante citada em pesquisas acadêmicas e considerada pioneira no Brasil, por ser a primeira dedicada exclusivamente ao Radiojornalismo, explorando a temática de modo abrangente.
Seu trajeto teórico e prático foi influenciado por Walter Sampaio e Ciro Marcondes Filho, com quem Gisela Ortriwano mantinha uma relação próxima. Ela pesquisou, produziu textos e orientou estudantes em temáticas que envolvem o rádio. Pioneira nos estudos sobre o rádio no Brasil, sua obra abrangeu desde os fundamentos teóricos da radiodifusão até as interfaces com outras mídias.
Gisela morreu em 2003, aos 55 anos de idade, vítima de um câncer. Seu velório foi realizado no Auditório Freitas Nobre do Departamento de Jornalismo e Editoração da ECA/USP, instituição em que lecionou por 29 anos.

## Contribuições ao Radiojornalismo
Gisela Ortriwano é considerada uma referência nos estudos sobre o rádio no Brasil. Seu livro A Informação no Rádio: os Grupos de Poder e a Determinação dos Conteúdos (1985) é considerado obra fundamental na área, mantendo-se como referência empregada por diversos pesquisadores brasileiros e ainda disponível para venda no catálogo da editora Summus.

Sua tese de doutorado Os (Des)caminhos do Radiojornalismo (1990), é considerada uma obra seminal, constantemente citada em pesquisas acadêmicas. Para o pesquisador Lourival da Cruz Galvão Júnior, a obra mantém-se relevante ao contexto atual do rádio
perante a convergência das mídias no ambiente virtual e frente ao avanço da tecnologia e do surgimento de novos formatos digitais sonoros, como o podcast.
Como pesquisadora e jornalista, Gisela Ortriwano lançou bases para uma metodologia abrangente para o estudo do Radiojornalismo, contemplando suas diversas manifestações (comercial, estatal, pública, educativa, comunitária) e dimensões (teórica, técnica, histórica, ética, etc.). Essa abordagem enriqueceu a compreensão de aspectos metodológicos e teóricos do rádio, favorecendo uma compreensão mais profunda de suas especificidades.
Como resultado do II Curso de Aperfeiçoamento para professores de Jornalismo, publicou, em 1987, a obra Radiojornalismo no Brasil: Dez Estudos Regionais. Apresentando um panorama do jornalismo radiofônico nas cinco regiões do Brasil, a obra é tida como uma das mais importantes sobre radiojornalismo nos anos 1980.

## Obras
A seguir, algumas publicações de sua autoria:
- 1998: OK, Marcianos: Vocês Venceram!, capítulo publicado no livro Meditsch, Eduardo. Rádio e pânico: a Guerra dos Mundos, 60 anos depois (Insular). [26]

- 1996: Falando de Jornalismo no Rádio Paulista, capítulo publicado no livro Coelho Sobrinho, José; Proença,  José Luiz; Lopes, Dirceu Fernandes. (organização). A Evolução do Jornalismo em São Paulo (EDICON; ECA/USP).[27]

- 1987: Radiojornalismo no Brasil: Dez Estudos Regionais (responsabilidade: organização). (Com-Arte) [28]
- 1985: A Informação no Rádio: os Grupos de Poder e a Determinação dos Conteúdos (Summus Editorial)[29][12]

## Homenagens
O Estúdio de Telejornalismo do Departamento de Jornalismo e Editoração da ECA/USP foi nomeado em sua homenagem.